# 앨런 호지킨
앨런 로이드 호지킨 경(영어: Alan Lloyd Hodgkin, OM KBE PRS, 1914년 2월 5일 ~ 1987년 10월 2일)은 영국의 생리학자, 생물리학자이다. 1963년에 신경세포막의 말초 및 중심부의 흥분과 억제에서 나타나는 이온 전달 기작에 대한 연구로 존 에클스, 앤드루 헉슬리와 함께 노벨 생리학·의학상을 수상했다.

## 수상 경력
- 1958년 : 로열 메달
- 1963년 : 노벨 생리학·의학상
- 1965년 : 코플리 메달